# Antodynerus lugubris
Antodynerus lugubris är en stekelart som först beskrevs av Meade-waldo 1915.  Antodynerus lugubris ingår i släktet Antodynerus och familjen Eumenidae. Inga underarter finns listade i Catalogue of Life.